# Inscutomonomma
Inscutomonomma es un género de coleóptero de la familia Monommatidae.

## Especies
Las especies de este género son:
- Inscutomonomma andreaei Freude, 1958
  - Inscutomonomma andreaei andreaei Freude, 1958
  - Inscutomonomma andreaei procerum Freude, 1958
- Inscutomonomma basifoveolatum Freude, 1958
- Inscutomonomma benzoni Freude, 1958
- Inscutomonomma grossi Freude, 1958
- Inscutomonomma hessei Freude, 1958
  - Inscutomonomma hessei fortesculpturaturn Freude, 1964
  - Inscutomonomma hessei hessei Freude, 1958
  - Inscutomonomma hessei holgatense Freude, 1958
- Inscutomonomma hobohmi Freude, 1958
  - Inscutomonomma hobohmi angolense Freude, 1958
  - Inscutomonomma hobohmi hobohmi Freude, 1958
- Inscutomonomma kochi Freude, 1958
- Inscutomonomma minutum Pic
- Inscutomonomma namaquanum Freude, 1958
- Inscutomonomma nitidum Freude, 1958
- Inscutomonomma ovatum Freude, 1958
- Inscutomonomma pellatum Freude, 1983
- Inscutomonomma pseudolatum Freude, 1958
- Inscutomonomma pseudovariabile Freude, 1983
- Inscutomonomma variabile Freude, 1958
  - Inscutomonomma variabile capeneri Freude, 1958
  - Inscutomonomma variabile griquanum Freude, 1958
  - Inscutomonomma variabile mashonense Freude, 1958
  - Inscutomonomma variabile tanganyicanum Freude, 1958
  - Inscutomonomma variabile variabile Freude, 1958
- Inscutomonomma yemense Freude, 1958